# Palacio del Seimas
El Palacio del Seimas (en lituano: Seimo rūmai) es la sede del Parlamento lituano llamado "Seimas" que se localiza en Vilna la capital de Lituania. Las obras para la primera ala del palacio se llevaron a cabo en 1976. La construcción fue supervisada por los arquitectos Algimantas Nasvytis y Vytautas Nasvytis. En 1980 se completaron las obras de la plaza del palacio de 9717,37 metros cuadrados. Más tarde el edificio fue ampliado debido a las crecientes necesidades de espacio.